# Kościół św. Katarzyny w Zamościu

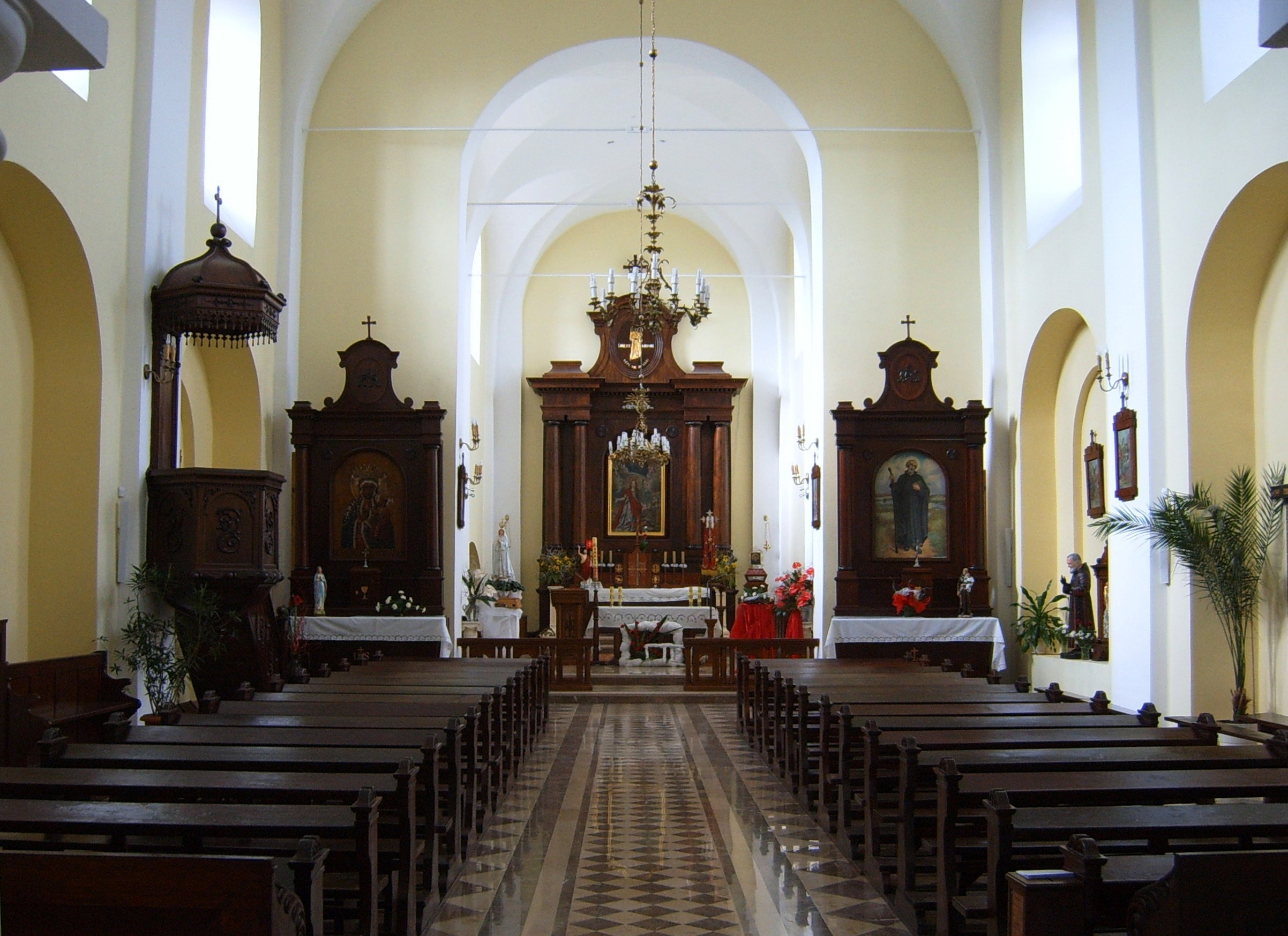
Odnowione wnętrze kościoła

Kościół św. Katarzyny w Zamościu – barokowy kościół na Starym Mieście w Zamościu, wzniesiony w II poł. XVII wieku. Jest to kościół filialny wchodzący w skład parafii katedralnej pw. Zmartwychwstania Pańskiego i św. Tomasza Apostoła.
Bliźniaczą względem zamojskiego kościoła świątynią jest Kościół św. Michała Archanioła w Sandomierzu.

## Lokalizacja
Poreformacki kościół św. Katarzyny znajduje się w północnej części zamojskiej starówki, z głównym wejściem od południa (niewielki placyk J. Jaroszewicza połączony z ul. L. Zamenhofa). 

## Historia
Kościół i klasztor reformatów ufundowali IV ordynat zamojski, Marcin Zamoyski oraz Hieronim Żaboklicki, ówczesny chorąży bracławski, związany z rodziną Zamoyskich, ojciec Nikodema. Budowa założenia według projektu J. M. Linka miała miejsce w latach 1680–1686. Poświęcenia kościoła dokonał 26 maja 1686 r. biskup chełmski Stanisław Święcicki, nadając mu wezwanie św. Piotra z Alkantary.

### Okres pod zaborem austriackim
Po przejęciu miasta przez Austrię dokonano kasaty zakonu reformatów w 1782 r., a w 1806 r. budynki klasztoru i świątynię przeznaczono na magazyn wojsk austriackich. Po 1809 r. opustoszałe zakonne przejęło wojsko stacjonujące w zamojskiej twierdzy.

### Okres pod zaborem rosyjskim
Po przejęciu miasta przez kolejnego zaborcę, Rosję, klasztor został rozebrany, a budynek kościoła, tak jak większość pozostałych obiektów w okresie zaborów, pozbawiono wielu elementów architektury i wystroju na styl klasycystyczny, m.in. rozebrano barokowe szczyty oraz sygnatury. Niemniej jednak zachowane zostało barokowe sklepienie krzyżowo-kolebkowe czy też pilastry i płyciny na ścianach od zewnątrz. 

### Okres po I wojnie światowej
Po odzyskaniu przez Polskę niepodległości mieścił się tu przez krótki okres teatr, ale ostatecznie, po renowacji w latach 1925–1926, przywrócono budynkowi funkcję kościoła (szkolnego) pw. św. Katarzyny (1927). Podczas II wojny światowej w krypcie pod kościołem ukryto skrzynię z obrazem Hołd pruski Jana Matejki.

### Okres po II wojnie światowej
Po II wojnie światowej pojawił się tu marmurowy pomnik z urną wypełnioną prochami profesorów i uczniów zamojskich szkół średnich, jakich pozbawiono życia w czasie tej wojny. Ponadto znajdują się tu relikwie św. Andrzeja Boboli, a od niedawna relikwie św. Pio z Pietrelciny sprowadzone z Włoch. W roku 1939 w podziemiach kościoła przetrzymywano obraz Jana Matejki Hołd Pruski, który był wówczas poszukiwany przez Niemców. Obraz po niecałych trzech miesiącach trafił z powrotem do Krakowa.
Pod koniec lat 90. minionego stulecia przywrócono pierwotny wygląd zewnętrzny kościoła, zwłaszcza dach i szczyty od frontu, pośrodku i przy tylnej ścianie; wzbogacono również elewacje. Później przeprowadzono także prace remontowe wewnątrz świątyni. Po zachodniej stronie, w miejscu dawnego klasztoru, planowana jest budowa „Domu Trzeciego Tysiąclecia im. Kardynała Stefana Wyszyńskiego”.

## Wyposażenie
We wnętrzu tego jednonawowego kościoła można zauważyć takie elementy wystroju jak drewniane ołtarze, późnobarokowy obraz św. Katarzyny pod Madonną z Dzieciątkiem (I poł. XVIII wieku), rzeźby aniołów w stylu rokoko oraz obrazy miejscowych malarzy (z XX wieku) przedstawiające m.in. św. Huberta, św. Teresę. Jest tu także chór oparty o 3 arkady z kolumnami.

## Otoczenie
Kościół został także otoczony nowymi murami, a przy wejściu na jego teren od północy stoi pomnik-krzyż poświęcony ofiarom katyńskim z 1940 r.

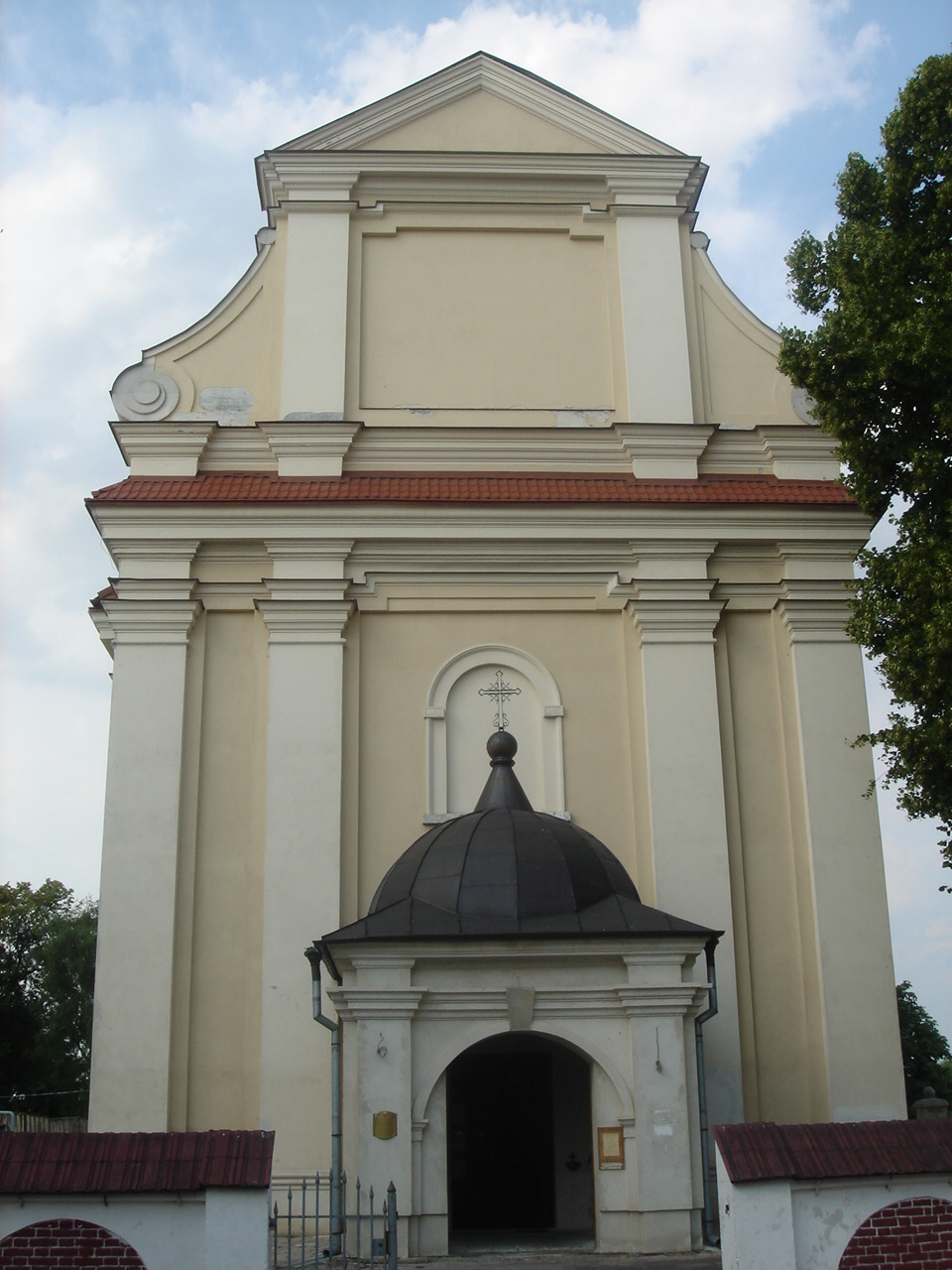
Elewacja południowa z wejściem
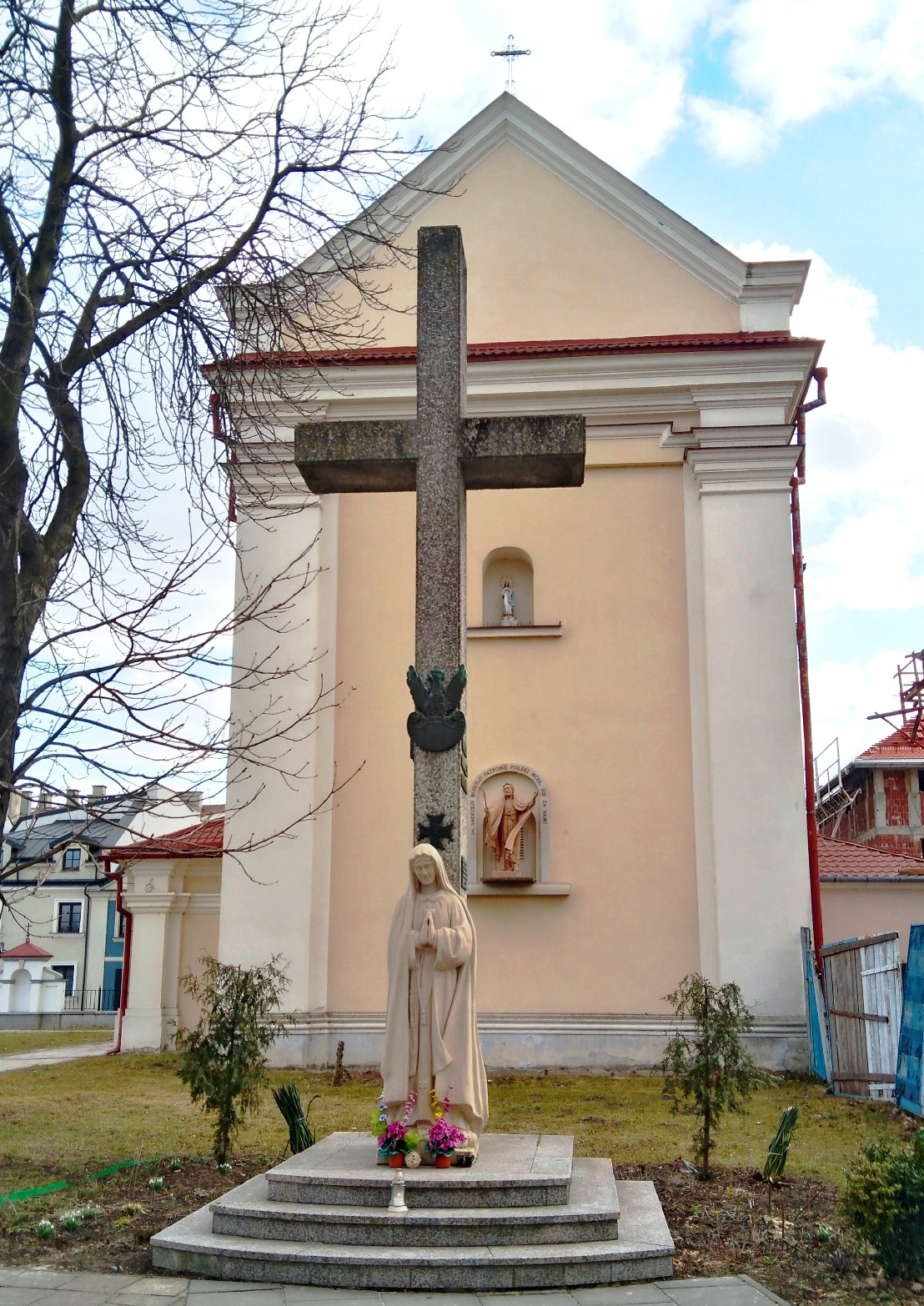
Pomnik-krzyż „Katyń 1940” od północnej strony kościoła